# Ор
Ор (на казахски: Ор; на руски: Орь) е река в Казахстан, Актобенска област и Русия (Оренбургска област), ляв приток на Урал. Дължина 332 km. Площ на водосборния басейн 18 600 km².
Река Ор се образува от сливането на двете съставящи я реки Шейли (лява съставяща) и Терисбутак (дясна съставяща), водещи началото си от западните склонове на планината Мугоджари, на 315 m н.в., на 3 km северозападно от село Терисбутак в Актобенска област на Казахстан. С изключение на най-долното си течение тече в северна посока по западното подножие на планината Мугоджари. При руското село Можаровка (Оренбургска област) завива на запад и при град Орск се влива отляво в река Урал, при нейния 1715 km, на 188 m н.в. Основни притоци: леви – Аксу, Олети, Кокпекти, Ойсълкара, Катинадир, Казълкайън, Мамит, Мендибай; десни – Тамзи, Тамди, Камсак (най-голям приток). Има основно снежно подхранване. Среден годишен отток на 61 km от устието 21,3 m³/sec. Пълноводието ѝ е през април и до средата на май, а през останалото време оттокът ѝ силно намалява. Замръзва през 2-рата половина на октомври или през ноември, а се размразява в края на март или началото на април. Водите ѝ основно се използват за напояване и водоснабдяване.